# 크리스틴 러브
크리스틴 러브(Christine Love, 1989년 12월 10일 ~ )는 캐나다의 인디 비주얼 노벨 작가이다. 피터버러 소재 트렌트 대학(Trent University) 영어영문학 과정을 다니며 비주얼 노벨을 쓰기 시작했으며, 2010년 《디지털: 어 러브 스토리》(Digital: A Love Story)로 주목을 받았다. 《아날로그: 어 헤이트 스토리》를 쓰면서 대학교 4학년을 중퇴하고 전업 비디오 게임 디자이너가 되었다. 《레이디킬러 인 어 바인드》(Ladykiller in a Bind)로 2017년 인디펜던트 게임 페스티벌 내러티브 우수상(Excellence in Narrative)을 수상했다.

## 작품
- 《디지털: 어 러브 스토리》(Digital: A Love Story, 2010)
- 《러브 앤 오더》(Love and Order, 2011)
- 《Don't Take It Personally, Babe, It Just Ain't Your Story》 (2011)
- 《아날로그: 어 헤이트 스토리》(Analogue: A Hate Story, 2012)
- 《헤이트 플러스》 (Hate Plus, 2013)
- 《인터스텔라 셀피 스테이션》 (Interstellar Selfie Station, 2014)
- 《레이디킬러 인 어 바인드》(Ladykiller in a Bind, 2016)
- 《겟 인 더 카, 루저!》(Get in the Car, Loser!, 2021)